# Svensk mesterskab i ishockey 1925
Det svenske mesterskab i ishockey 1925 var det fjerde svenske mesterskab i ishockey for mandlige klubhold. Mesterskabet havde deltagelse af otte klubber, og det havde for første gang deltagelse af hold uden for Stockholm-området, idet der også deltog hold fra Södertälje og Västerås. Turneringen blev afviklet i perioden 10. - 21. marts 1925.
Mesterskabet blev vundet af Södertälje SK, som i finalen vandt 3-2 efter forlænget spilletid over Västerås SK, og som dermed vandt mesterskabet for første gang. Finalen blev spillet på Gamla Plan i Västerås, og Södertälje SK var indtil fire minutter før tid bagud med 0-2 men formåede altså at udligne i ordinær spilletid, og det afgørende mål i den forlængede spilletid blev scoret af Carl "Calle Aber" Abrahamsson.
Det var første gang, at mesterskabet ikke blev vundet af IK Göta.

## Resultater

### Første runde
| Dato      | Kamp                           | Res. |
| --------- | ------------------------------ | ---- |
| 10. marts | IFK Stockholm - Djurgårdens IF | 4–2  |
| 10. marts | Nacka SK - IF Sankt Erik       | 2–0  |

### Anden runde
| Dato      | Kamp                     | Res. |
| --------- | ------------------------ | ---- |
| 11. marts | IK Göta - Hammarby IF    | 8–2  |
| 13. marts | Nacka SK - IFK Stockholm | 4–3  |

### Semifinaler
| Dato      | Kamp                     | Res. |
| --------- | ------------------------ | ---- |
| 14. marts | Västerås SK - IK Göta    | 8–6  |
| 14. marts | Södertälje SK - Nacka SK | 7–0  |

### Finale
| Dato      | Kamp                        | Res. |
| --------- | --------------------------- | ---- |
| 21. marts | Västerås SK - Södertälje SK | 2–3  |

## Mesterholdet
Södertalje SK's mesterhold bestod af følgende spillere, der alle vandt mesterskabet for første gang:
- Carl Abrahamsson
- Erik Abrahamsson
- Harry Grönberg
- Henry Johansson
- Johnny Johansson
- Gösta Thorberg
- Filip Wetterholm